# Marc Spitz
Marc Spitz (2. října 1969 – 4. února 2017) byl americký novinář, romanopisec a dramatik. Studoval na Bennington College ve Vermontu. Je autorem dvou románů, How Soon Is Never? (2003) a Too Much, Too Late (2006), stejně jako životopisů Davida Bowieho, Micka Jaggera či kapely Green Day. Přispíval například do magazínů Rolling Stone, Spin a Vanity Fair či do deníku The New York Times. Zemřel roku 2017 ve věku 47 let.